# Lasioglossum wilmattae
Lasioglossum wilmattae är en biart som först beskrevs av Cockerell 1929.  Lasioglossum wilmattae ingår i släktet smalbin, och familjen vägbin. Inga underarter finns listade i Catalogue of Life.